# Кирил Мерецков
Кирѝл Афана̀сиевич Мерецко̀в (на руски: Кирѝлл Афана̀сьевич Мерецко̀в) (7 юни 1897, с. Назарево, Московска губерния – 30 декември 1968 г., Москва) е маршал на Съветския съюз (1944), Герой на СССР (1940).

## Биография
Участник в Гражданската война в Русия. Мерецков завършва Военната академия на РККА през 1921 г. В периода 1924 – 1932 г. служи в щаба на Московския военен окръг. През 1936 – 1937 г. е в Испания в качествата си на военен съветник. През 1939 – 1940 г. е командващ войските на Ленинградския военен окръг. По време на Зимната война командва армия. През юни 1940 г., на него, заедно с Георгий Жуков и Иван Тюленев, първи е присвоено званието армейски генерал. В периода август 1940 – януари 1941 г. е началник на Генералния щаб, а после – заместник на народния комисар по отбраната. През юни 1941 г. е арестуван и е подложен на дълги разпити и издевателства – приписан му е военен заговор, заедно с Григорий Щерн, по-късно Дмитрий Павлов и други. За разлика от тези военачалници, Мерецков не е разстрелян веднага, а в критичния момент на войната, след лично обръщение към Сталин, е освободен. Впоследствие става свидетел при разследването на престъпленията на НКВД при Хрушчов през 50-те.
По време на Великата Отечествена война командва 7-а армия, а после – фронтове на Северното направление (от декември 1941 до февруари 1944 – Волховския, до края на войната – Карелския). Участва в деблокирането на Ленинград – неуспешния опит на операция „Искра“ и окончателното му осъществяване с Ленинградско-Новгородската операция. Завършва войната на територията на Норвегия. През 1944 г. получава званието маршал на Съветския съюз, орден „Победа“ и най-високите награди на Норвегия. В хода на военните действия срещу Япония e командир на 2-ри Далекоизточен фронт.
След войната Мерецков командва войски на различни военни окръзи, в това число и на Московския – (1947—1949). В периода1955 – 1964 г. е помощник на министъра на отбраната на СССР – отговаря за висшите военно-учебни заведения. Кандидат-член на ЦК на КПСС от 1939 до 1956 г., член на Централната ревизионна комисия на КПСС от 1956 до 1961 г.
Мерецков умира на 30 декември 1968 г. Урната с праха му се съхранява в Кремълската стена. На негово име през 1975 г. е кръстена улица в Москва, а през 1978 г. – новата магистрала през Красноселския район на Ленинград (улица „Маршал Мерецков“). В столицата на Карелия – град Петрозаводск, има улица и площад „Маршал Мерецков“, а също така – паметна плоча и паметник.

## Награди
- Герой на Съветския съюз (1940)
- Орден „Победа“
- Седем ордена „Ленин“
- Орден Октомврийска революция
- Четири ордена „Червено знаме“
- Два ордена „Суворов“ – I степен
- Орден „Кутузов“ – I степен
- Медали
- Чуждестранни ордени

## Съчинения
- Мерецков, К. „Неколебимо, как Россия“. Москва. 1965 г.
- Мерецков, К. ((ru)) „На службе народу“. Москва. Политиздат. 1968 г.
- Мерецков, К. „Моя юность“. Москва. 1975 г.